# Funny Barrels
Funny Barrels is een voormalige attractie in het Belgische pretpark Bobbejaanland en gebouwd door Metallbau Emmeln. De attractie bestond uit een ijzeren spoorlijn waarop houten, draaiende tonnen reden. Het parcours ging door een tuin met allerhande bloemen.
De attractie werd in 1984 geopend en in 1992 verwijderd. Funny Barrels werd vervangen door Bootvaart.
Afbeeldingen